# Rosa prokhanovii
Rosa prokhanovii — вид рослин з родини трояндових (Rosaceae).

## Поширення
Вид зростає в на Північному Кавказі — описаний із Кабардино-Балкарії, також росте в Караєво-Черкесії, Дагестані, Північній Осетії.